# Model Erlanga
Modele Erlanga – model stochastyczny stosowany do analizy ruchu w systemach kolejkowych, zaproponowany przez duńskiego matematyka Agnera Krarupa Erlanga. Najczęściej jest wykorzystywany w analizie ruchu w sieciach telekomunikacyjnych, choć równie dobrze może służyć do analizy obsługi klientów w supermarkecie lub na stacji benzynowej. Modele takie pozwalają oszacować prawdopodobieństwo blokady (sytuacji gdy klient nie może być obsłużony) przy danych parametrach modelu. Wiedza ta może posłużyć do doboru parametrów w sposób, który pozwoli osiągnąć wymaganą jakość usługi (QOS).
Wyróżnia się trzy modele Erlanga: model Erlang B, rozszerzony model Erlang B i model Erlang C.

## Założenia ogólne
W systemie kolejkowym mamy do czynienia ze skończoną liczbą serwerów {\displaystyle N} (np. operatorów telefonicznych, kas w supermarkecie) i bardzo dużą liczbą klientów {\displaystyle R.} Przyjmuje się, że {\displaystyle R\rightarrow \infty .} Co jakiś czas klienci wysyłają losowo żądanie obsługi, co odpowiada sytuacji gdy abonent telefoniczny wybiera numer, a klient decyduje się podejść do kasy. W swojej pierwszej pracy Erlang wykazał, że losowe żądania obsługi mają rozkład Poissona. W rzeczywistości nie musi to być regułą, gdyż w przypadku blokady operatora, abonent zazwyczaj próbuje połączyć się jeszcze raz. Mimo to, rozkład ten dość dobrze odzwierciedla prawdziwy proces powstawania żądań. Dowodzi się również, że model Erlanga działa nawet gdy nadchodzące żądania odbiegają od rozkładu Poissona. Inne założenia modelu to:
- niezależne generowanie żądań przez źródła (abonenci nie decydują, że będą razem dzwonić o ustalonej porze),
- czas obsługi żądania (rozmowy telefonicznej) ma rozkład wykładniczy,
- obsługa ma charakter FIFO (First In First Out) – żądania obsługuje się w kolejności ich przychodzenia.

## Modele
W swojej najważniejszej pracy Erlang przedstawił następujące modele.

### Model Erlang B
Jest to najprostszy model, w którym zakłada się, że w momencie blokady żądanie klienta jest anulowane (abonent rezygnuje z rozmowy), dzięki czemu nie tworzy się kolejka. Wciąż jednak klient ten może losowo generować dalsze żądania. Znając średnią wartość ruchu {\displaystyle A} daną w erlangach, prawdopodobieństwo blokady wynosi:
{\displaystyle P(A,N)={\frac {\frac {A^{N}}{N!}}{\sum _{i=0}^{N}{\frac {A^{i}}{i!}}}}.}
Ten model, przy założeniu prawdopodobieństwa blokady nie większego niż 0,5%, jest obecnie najczęściej stosowanym podczas planowania zasobów oraz utrzymania w sieciach telekomunikacyjnych.

### Rozszerzony Model Erlang B
Jest to model podobny do poprzedniego, z tym że pewien procent nieobsłużonych żądań jest powtarzanych aż do momentu ich obsługi.

### Model Erlang C
W odróżnieniu od poprzedniego modelu, w modelu C nieobsłużone żądania tworzą kolejkę. Prawdopodobieństwo, że żądanie nie zostanie obsłużone natychmiast, lecz będzie musiało czekać wynosi:
{\displaystyle P(A,N)={\frac {\frac {A^{N}N}{N!(N-A)}}{\sum _{i=0}^{N-1}{\frac {A^{i}}{i!}}+{\frac {A^{N}N}{N!(N-A)}}}}.}
Znając średni czas obsługi żądania (trwania rozmowy) {\displaystyle h,} można określić prawdopodobieństwo, że opóźnienie obsługi {\displaystyle \lambda } będzie większe niż pewna wartość {\displaystyle t{:}}
{\displaystyle P(\lambda >t)=P(A,N)\cdot \exp \left({\frac {-(N-A)t}{h}}\right).}
W takim wypadku średnie opóźnienie wynosi:
{\displaystyle W=P(A,N)\cdot {\frac {h}{N-A}}.}